# محطة فوجلي للطاقة النووية
محطة فوجلي للطاقة النووية أو محطة ألفين دبليو فوجلي للطاقة النووية هي محطة للطاقة النووية تتكون من وحدتين وتقع في مقاطعة بيرك، بولاية جورجيا في جنوب شرق الولايات المتحدة.

## التسمية
سميت على اسم رئيس مجلس إدارة شركة الاباما للطاقة السابق  ألفين فوجلي.

## نبذة
تحتوي كل وحدة على مفاعل ماء مضغوط من ويستينجهاوس، مع توربين بخاري ومولد كهربائي من نوع جنرال الكتريك. تم الانتهاء من الوحدة الأولى والثانية في عامي 1987 و 1989، على التوالي.
كل وحدة قدرتها الإجمالية لتوليد الكهرباء 1215 ميغاواط ، ومجموع الوحدتين 2430 ميغاواط. يبلغ ارتفاع أبراج التبريد 548 قدم (167 متر). توفر أربعة أبراج تبريد ميكانيكية مياه تبريد للمفاعل ومكونات السلامة، وكذلك إزالة الاضمحلال الإشعاعي من المفاعل عندما تكون المحطة غير متصلة.

## الترخيص
في عام 2009، جددت هيئة التنظيم النووي التراخيص لكلتا الوحدتين لمدة 20 عامًا إضافية إلى 2047م للوحدة الأولى و 2049م  للوحدة الثانية.